# Чернецький Ісаак Ісайович
Чернецький Ісаак Ісайович (12 квітня 1852, Ананьїв, Херсонська губернія — 15 грудня 1908, Кишинів, Бесарабська губернія) — український композитор юдейського походження. Військовий капельмейстер РІА.
Автор маршів «Блакитна даль» і «Старовинний марш». Батько композитора Льва Чернецького.

## Життєпис
Народився в Ананьєві, в сім'ї Ісая Чернецького.
У 1874–1878 — капельмейстер 55-го Подільського піхотного полку.
З полком брав участь у Російсько-Турецькій війні. Згідно послужному списку, Ісаак Чернецький під час боїв за Шипку підняв в атаку свій полк на захист Шипкінського перевалу, за що в серпні 1877 нагороджений орденом Святого Станіслава третього ступеня з мечами.
13 серпня 1877 разом з полковим лікарем організував і очолив санітарний загін з музикантів полку для виносу з поля бою поранених і вбитих, за що був нагороджений орденом Святої Анни третього ступеня з мечами.
У 1878–1885 — капельмейстер 56-го Житомирського піхотного полку.
У 1885–1887 — капельмейстер 22-го Астраханського драгунського полку.
З 1887 — капельмейстер 24-го Лубенському драгунського полку в Кишиневі.
Грав на альті в квартеті кишинівського відділення Російського музичного товариства (1899).
У 1903 «начальник музикантської команди» Ісаак Чернецький став одним з організаторів самооборони під час єврейського погрому в Кишиневі. З 1900 в його родині виховувався племінник (син сестри, Дори Чернецької) — майбутній композитор Семен Чернецький, який після закінчення музичних класів місцевого відділення Імператорського російського музичного товариства потрапив до полку дядька помічником капельмейстера. Духовий оркестр Військового міністерства СРСР під керуванням Семена Чернецького, серед іншого, в 1944 випустив грамзапис вальсу «Блакитна даль» Ісаака Чернецького. Крім маршів «Блакитна даль» і «Старовинний марш», широкою популярністю користувалася мазурка Сака Чернецького.
Крім служби в оркестрі, Ісааку Чернецькому належало кишинівське «Фотоательє Ісаака Чернецького» на Семінарській вулиці в будинку № 101 (кут Харлампіївська). Брав участь у виданні «Збірки історичних і зустрічних маршів» в партитурах під редакцією Отто Фреймана в 4-х томах (Лейпциг, 1904).
У 1906, впавши з коня, переніс «параліч спинного мозку» і був поміщений до Костюженської психіатричної лікарні під Кишиневом.
30 вересня того ж року виключений зі списку 24-го драгунського полку через хворобу. Помер в Кодру 15 грудня 1908.

## Родина
- Брат — Лейб Чернецький (1 лютого 1866 — ?), З 1 вересня 1892 — капельмейстер 16-го стрілецького полку Імператора Олександра III (в 1893–1894 дислокованого в Лівадії), в 1905 в складі полку взяв участь в битві під Мукденом, керував оркестром і працював на перев'язувальних пунктах (нагороджений срібною медаллю на Георгіївській стрічці з написом «За хоробрість»). Був одружений з Любов'ю Галай (? — 1924, Париж)[17], троє дітей — Давид (18 лютого 1894), Олександр (9 серпня 1895) і дочка Клара (20 лютого 1897).
- Племінник — Ісайя (Олександр) Чернецький (1895 — не раніше 1947), був друкарем і видавцем, брав участь у випуску емігрантських періодичних видань, в тому числі газет «Вечернее время», «Возрождение», «Дни», «Последние новости», журналів «Звено», «Современные записки»; співробітник редакції газети «Русские новости»[18]. Був одружений з Євгенією Фукс (1908–1934).
- Дружина — Лея (Єлизавета) Чернецька, діти — Нухим (2 серпня 1873, Кишинів), Лев (Лейб, 1875), Хаїм (12 листопада 1877, Кишинів)[19] і Анна (8 лютого 1882)[20].